# 拍鳳裕庭站
拍鳳裕庭站（音素換寫：S̄t̄hānī phh̄lyoṭhin，皇家轉寫：Sathani Phahon Yothin，泰語發音：[sā.tʰǎː.nīː pʰā.hǒn jōː.tʰīn]）位於泰國曼谷乍都節縣的拍鳳裕庭路、威拍哇麗蘭室路與叻拋路交界，為曼谷地鐵的一個車站。站碼為 PHA。

## 車站構造
| G  | 地面               | 巴士站、叻拋郵局、Somdet Ya 84公園、CentralPlaza Lardprao、Horwang School |
| B1 | 地下行人道         | 1-5號出口、MetroMall                                                      |
| B2 | 大堂               | 售票機                                                                    |
| B3 | 1號月台            | MRT 往曼瓦（叻拋）                                                        |
| B3 | 島式月台，右側開門 |                                                                           |
| B3 | 2號出口            | MRT 往島本 （乍都節公園）                                                 |

## 鄰近地點
- 出口 1：叻拋四街、聖約翰大學
- 出口 2：乍都節公園、聖約翰大學、SUN Tower、TST Tower、泰國軍人銀行的總行
- 出口 3：乍都節公園、Horwang高校、威拍哇麗蘭室路、叻拋中央洋行、
- 出口 4：Horwang高校 、蓮花超級市場
- 出口 5：叻拋交匯處、叻拋一街

## 公共汽車
- 公共汽車：3, 8, 24, 26, 27, 28, 29, 34, 38, 39, 44, 51, 52, 59, 63, 92, 96, 104, 107, 108, 122, 126, 129, 134, 134?, 136, 145, 157, 158, 159, 170, 177, 182, 187, 188, 502, 503, 504, 510, 512, 513, 517, 518, 523, 524, 528, 529, 536, 538, 545, 554及555

## 外部連結
- 曼谷地鐵公司的官方網站
- 曼谷集體運輸系統(架空電車)的官方網站

1. ↑  . ไทยรัฐฉบับพิมพ์. 23 June 2017  [23 June 2017]. （原始内容存档于2019-04-06）.